# Председатель Верховного Совета Автономной Республики Крым
Председатель Верховного Совета (Верховной Рады) Автономной Республики Крым — глава Верховного Совета Автономной Республики Крым — высшего государственного органа представительной власти Автономной Республики Крым в составе Украины.
В ходе захвата украинского Крыма Россией российский спецназ захватил здания органов власти АР Крым, после чего в захваченном здании парламента была проведена сессия ВС, на которой украинские органы власти были заменены на контролируемых Россией акторов во главе с лидером партии «Русское единство» Сергеем Аксёновым.
15 марта 2014 года Верховная рада Украины досрочно прекратила полномочия Верховного Совета Автономной Республики Крым.

## Избрание на должность
Согласно Конституции Автономной Республики Крым, председатель Верховного Совета Автономной Республики Крым избирался на сессии из числа депутатов Верховного Совета Автономной Республики Крым путём тайного голосования с использованием бюллетеней.

## Полномочия
Председатель Верховного Совета Автономной Республики Крым осуществлял свои полномочия на постоянной основе.

 Председатель Верховного Совета Автономной Республики Крым представлял Верховный Совет Автономной Республики Крым в отношениях с президентом Украины, Верховной Радой Украины, кабинетом министров Украины, центральными и местными органами государственной власти Украины, органами местного самоуправления, предприятиями, учреждениями и организациями, гражданами, их объединениями, должностными лицами и органами других государств, их регионов, объединений граждан, учреждений, организаций, с международными организациями; организовывал деятельность Верховного Совета Автономной Республики Крым.
Полномочия Председателя Верховного Совета Автономной Республики Крым:
- ведение заседаний Верховного Совета Автономной Республики Крым и его Президиума, обеспечение подготовки заседаний и организация контроля за выполнением решений и постановлений Верховного Совета Автономной Республики Крым и решений её Президиума;
- предложение кандидатур на должности первого заместителя и заместителя Председателя Верховного Совета Автономной Республики Крым, председателей постоянных комиссий Верховного Совета Автономной Республики Крым и на другие должности, предусмотренные законодательством;
- утверждение по решению Верховного Совета Автономной Республики Крым штатного расписания аппарата в пределах сметы расходов Верховного Совета Автономной Республики Крым;
- общее руководство подготовкой вопросов, подлежащих рассмотрению Верховным Советом Автономной Республики Крым;
- подписание нормативно-правовых и других актов Верховного Совета Автономной Республики Крым, договоров и соглашений по вопросам, отнесённым к ведению Автономной Республики Крым, в порядке, определяемом Верховным Советом Автономной Республики Крым в соответствии с законами Украины;
- представление Верховному Совету Автономной Республики Крым кандидатуры для назначения на должность Председателя Совета министров Крыма;
- вручение Грамот и Почетных грамот Верховного Совета Автономной Республики Крым и его Президиума, других знаков отличия Автономной Республики Автономной Республики Крым;
- созыв внеочередных сессий Верховного Совета Автономной Республики Крым;
- представление кандидатур на должности руководителя Секретариата и управляющего делами Верховного Совета Автономной Республики Крым;
- согласование назначения на должности и освобождения от должностей заместителей начальника Главного управления Министерства внутренних дел Украины в Автономной Республике Крым, начальников городских и районных отделов внутренних дел Главного управления Министерства внутренних дел Украины в Автономной Республике Крым; заместителей начальника Главного управления юстиции Министерства юстиции Украины в Автономной Республике Крым; председателя и заместителей председателя Государственной налоговой администрации в Автономной Республике Крым и руководителей районных и городских государственных налоговых инспекций в Автономной Республике Крым; начальника и заместителей начальника управления налоговой милиции в Автономной Республике Крым; начальника и заместителей начальника Контрольно-ревизионного управления в Автономной Республике Крым; начальника и заместителей начальника Крымской региональной таможни; директора Радиотелевизионного передающего центра; председателя Фонда имущества Автономной Республики Крым.

## Председатели

### Председатель Верховного Совета Крымской АССР
- Николай Васильевич Багров (22 марта 1991 — 26 февраля 1992)

### Председатели Верховного Совета Республики Крым / Крымской АССР
- Николай Васильевич Багров (26 февраля 1992 — 10 мая 1994)
- Сергей Павлович Цеков (10 мая 1994 — 21 сентября 1994)

### Председатели Верховного Совета (Верховной Рады) Автономной Республики Крым
- Сергей Павлович Цеков (21 сентября 1994 — 5 июля 1995)
- Евгений Владимирович Супрунюк (6 июля 1995 — 9 октября 1996)
- Василий Алексеевич Киселёв (10 октября 1996 — 6 февраля 1997)
- Анатолий Павлович Гриценко (13 февраля 1997 — 29 апреля 1998)
- Леонид Иванович Грач (14 мая 1998 — 29 апреля 2002)
- Борис Давыдович Дейч (29 апреля 2002 — 12 мая 2006)
- Анатолий Павлович Гриценко (12 мая 2006 — 17 марта 2010)
- Владимир Андреевич Константинов (17 марта 2010 — 17 марта 2014)
- С 17 марта 2014 года должность вакантна (согласно позиции Верховной Рады Украины)
- 17 марта 2014 года должность упразднена (переименована в Председателя Госсовета Республики Крым, согласно позиции России)

11 марта 2014 года Верховный Совет Автономной Республики Крым и Севастопольский городской совет приняли декларацию о независимости Автономной Республики Крым и города Севастополя. В соответствии с декларацией, в случае решения народов Крыма в результате референдума войти в состав Российской Федерации, Крым будет объявлен суверенной республикой и именно в таком статусе будет воссоединён с Российской Федерацией на правах субъекта.
15 марта 2014 года Верховная рада Украины досрочно прекратила полномочия Верховного Совета Автономной Республики Крым. Верховный Совет, однако, продолжил работу, ссылаясь на нарушение Верховной радой Конституции Украины. Через месяц, 10 апреля Центральная избирательная комиссия Украины, несмотря на решение украинского парламента, обратилась к Владимиру Константинову как к действующему председателю ВС АРК по вопросу о проведении на территории Крыма досрочных выборов президента Украины.
Согласно постановлению «О представительном органе Республики Крым», принятому 17 марта 2014 года на внеочередном пленарном заседании Верховного Совета АР Крым, «в связи с выходом из состава Украины и провозглашением Республики Крым независимым государством» представительный орган Республики Крым сменил наименование и именуется Государственным советом Республики Крым — парламентом Республики Крым со дня провозглашения независимости Республики Крым.

### Председатель Государственного совета Республики Крым
- Владимир Андреевич Константинов (с 17 марта 2014, согласно позиции России)

18 марта 2014 года Республика Крым была аннексирована Российской Федерацией.